# ФК «Жемчужина» Одесса в сезоне 2016/2017
Сезон 2016/2017 годов стал для ФК «Жемчужина» Одесса первым в чемпионате и розыгрыше Кубка Украины, а также третьим со дня основания футбольного клуба. Это первый сезон команды во Второй лиге Украины. По итогам сезона команда стала чемпионом и вышла в Первую лигу. Официальные матчи в нём прошли с 20 июля 2016 года по 3 июня 2017 года. Первым официальным матчем стала победа в первом предварительном этапе Кубка Украины над командой Металлург (Запорожье) — 2:1. Первый гол в истории команды на професcиональном уровне забил Руслан Паламар. ФК «Жемчужина» стала лидером Второй лиги по количеству забитых мячей в ворота соперников — 75 голов в 32 матчах, также у команды оказалась самая надежная оборона — пропущено 22 мяча.

## Клуб

### Тренерский штаб

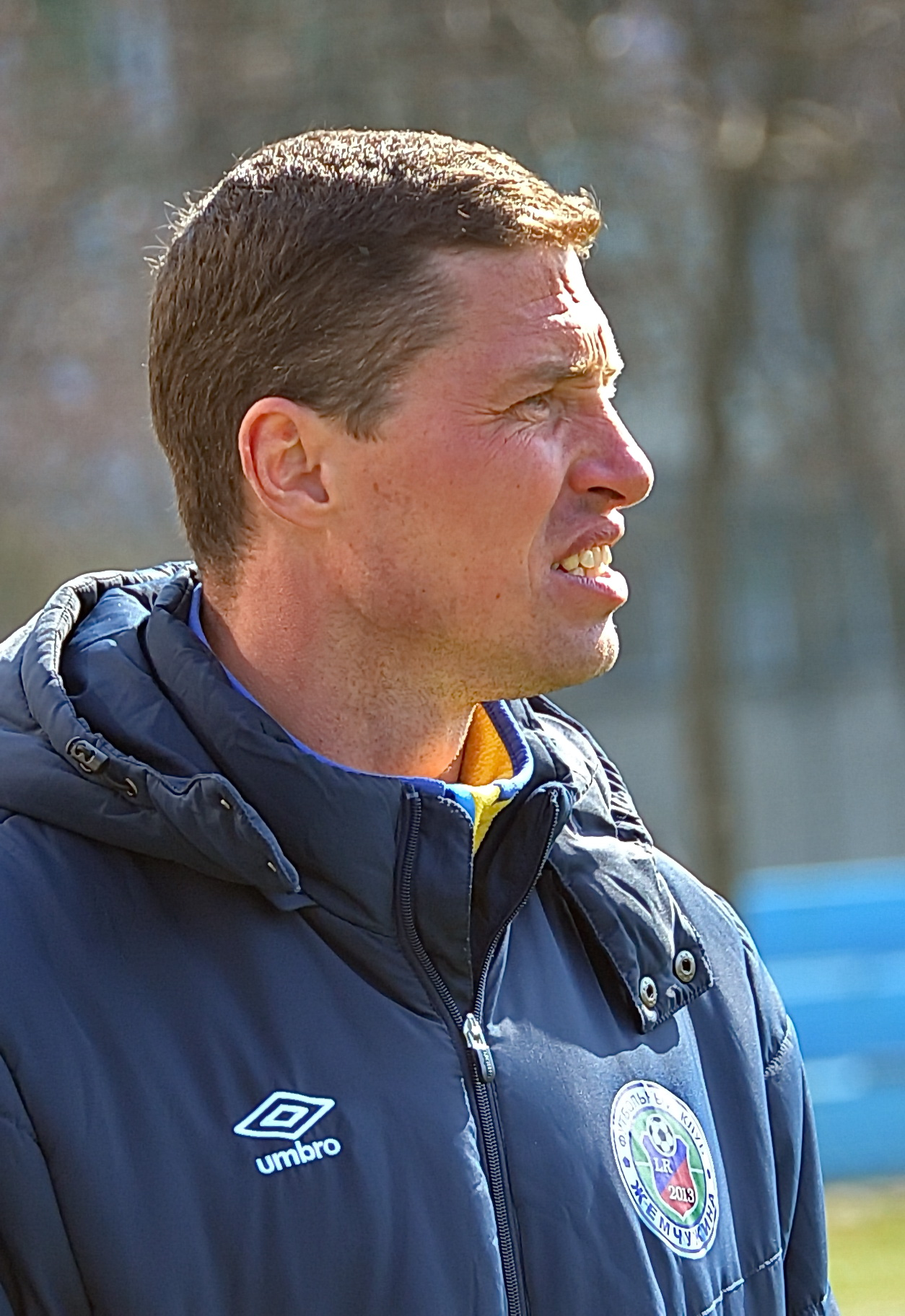
Главный тренер «Жемчужины» Денис Колчин

|                | \| Должность \| Имя \| \| -------------- \| ------------------ \| \| Главный тренер \| Денис Колчин \| \| Тренер \| Сергей Долганский \| \| Тренер \| Дмитрий Горбатенко \| \| Врач \| Михаил Шамрило \| |
| Должность      | Имя |
| Главный тренер | Денис Колчин |
| Тренер         | Сергей Долганский |
| Тренер         | Дмитрий Горбатенко |
| Врач           | Михаил Шамрило |

## Перед началом сезона
В предыдущем сезоне ФК «Жемчужина» участвовала в любительском чемпионате Украины, где заняла второе место в группе, вышла в плей-офф и дошла до 1/4 финала.
Перед сезоном команда усилилась за счет игроков, имеющих опыт выступления во Второй лиге — Е.Ширяев, Ю.Кравченко, С.Малыш (ФК Реал-Фарма Одесса), а также Е.Потароченко из Балкан.
В июне 2016 клуб получил аттестат Федерации футбола Украины и получил право играть в Всеукраинских соревнованиях по футболу среди команд клубов Второй лиги сезона 2016/2017.
О целях команды в сезоне 2016/2017 рассказывает президент клуба:
Когда выходили из аматорской лиги, о чемпионстве даже не думали. Затем мы увидели что в Первую лигу поднялись такие клубы как Верес, Буковина, Скала. Все это — дальние выезды для нас, а значит и дополнительная нагрузка, усталость. Да и класс команд играл свою роль. Словом, взвесив все «за» и «против», поставили задачу выхода в Первую лигу. Поначалу, конечно, не с первого места. Аппетит пришел уже по ходу сезона.
На что рассчитывает команда в будущем сезоне, делится основной игрок клуба Руслан Паламар:
Задачи поставленные перед командой — попадание в тройку призеров, выход а Первую лигу. В каждой игре рассчитываем только на победу!.

## Изменения в составе
29 июля 2016 года одесская «Жемчужина» сообщила об аренде нападающего «Черноморца» Петра Переверзы. Однако уже 21 августа 2016 года было объявлено, что игрок вернулся в состав одесской команды.
6 августа 2016 года в клуб перешел опытный игрок, воспитанник одесского «Черноморца» Евгений Ушаков.
Ушли из клуба во время зимнего перерыва — 2016/2017: Д. Стародубец, А. Креминский, К. Таркановский, Е. Ушаков.
Пришли в клуб во время зимнего перерыва — 2016/2017:
На правах аренды на один год из молодежного состава Черноморца — Кирилл Белокаменский и Дмитрий Деменчук.
7 марта клуб оформил дозаявку на сезон 2016/2017, заявив семь новичков:
из клуба Балканы вратарь — Богдан Зацепин, 1995 г.р., клубный номер — 16, из молодежной команды Черноморца защитник — Дмитрий Деменчук, 1999 г.р., клубный номер — 99, из клуба Реал Фарма Максим Вдовиченко, 1993 г.р, номер 13, полузащитники — Виктор Георгиев, 1996 г.р., номер 7, Денис Долинский, 1998 г.р.,номер 19, из молодежной команды Черноморца нападающий — Ярослав Захарченко, 1997 г.р, номер 97, из клуба Балканы нападающий Михаил Шестаков, 1990 г.р., номер 27.

## Контрольные матчи
Подготовку к сезону ФК «Жемчужина» начала в июне спаррингом с одесской командой SoHo.net, выступающей в чемпионате Одессы по футболу. Следующим соперником стал одесский Черноморец, выступающий в премьер-лиге — игра закончилась победой «Жемчужины». Далее клуб провел проигрышные игры на выезде с командами первой лиги Колосом и Ингульцом. Летние товарищеские матчи закончились домашним поражением от команды первой лиги МФК Николаев.
В зимний перерыв ФК «Жемчужина» провела три двухнедельных сбора. В конце января первый сбор — в аэробно-силовом режиме, на УТБ ДЮСШОР «Черноморец» в Отраде. Сбор предполагает ежедневные тренировки, теоретические занятия по тактике, аэробно-силовая подготовка. Провела товарищеские матчи с командой высшей лиги Черноморец и любительским коллективом выступающим в чемпионате Одессы — SoHo.net. На втором тренировочном сборе в Отраде команда провела обкатку игроков на просмотре в товарищеских играх с командами Энергия и МФК Николаев. Игры закончились победой ФК «Жемчужина».
Третий сбор в феврале клуб провел в городе Южный. Сбор предполагал по 2 ежедневные тренировки и теоретические занятия.

### Лето 2016
| 25 июня 2016 года Товарищеский матч | Жемчужина | 2:1 отчет | SoHo.net | Одесса           |
| 10:00                               |           |           |          | Стадион: Спартак |

| 30 июня 2016 года Товарищеский матч | Черноморец         | 1:2 отчет | Жемчужина      | Одесса                                                     |
| 12:00 +28°C | Яворский 61′(пен.) |           | Ушаков 25′ 44′ | Стадион: УТБ Совиньон. Судья: Дмитрий Бондаренко (Одесса). |
| Черноморец: Ширяев 58'(Стародубец, 59), Зенков 46'(Швец, 46), Поспелов 46'(Сальвай, 46), Курко, Ткач 46'(Носач, 43), Таркановский 70'(Гайдаржи, 70), Лазарович 64'(Горбовский, 64), Паламар 54' (Кравченко, 54), Годин 64'(Р. Опря, 64), Ф. Попов, Ушаков 76'(Креминский, 76). · Жемчужина: вратарь на просмотре (Кожухарь, 46), Ключик, Петько , Переверза, Насими (Мурашов, 79), Медведь, Серденюк, М. Попов, Яворский, Мурашов (Стефурак, 52), нападающий на просмотре (Мусолитин, 62). |                    |           |                |                                                            |

| 5 июля 2016 года Товарищеский матч | Колос (Ковалевка)                        | 5:1 отчет | Жемчужина                | с. Малая Солтановка Васильковского района |
| 15:00 | ИНП · Бондаренко(пен.) · ИНП · Куроченко |           | Бухановский · ИНП (авт.) | Стадион: Стадион "Салтик".                |
| Колос (Ковалевка): Яшков, Леонидов, Махарадзе, Семенко, Багдасаров, Рябов, Вишняк (ИНП), Коровиков, Коропецький, ИНП (Куроченко), Бондаренко (ИНП). |                                          |           |                          |                                           |

| 10 июля 2016 года Товарищеский матч | Ингулец | 2:0 отчет | Жемчужина | Петрово (Петровский район) |
| 12:00                               |         |           |           |                            |

| 13 июля 2016 года Товарищеский матч | Жемчужина | 0:1 отчет | МФК Николаев | Одесса |
| 18:00                               |           |           |              |        |

### Зима 2016/2017
| 25 января 2017 года Товарищеский матч | Черноморец | 3:1 отчет | Жемчужина | Одесса                                |
| 12:00 |            |           |           | Стадион: УТБ "Черноморец" в Совиньоне |
| Черноморец: 1-2 тайм: Безрук (Каневцев, 31), Азацкий, Мартыненко, Каплиенко, Люлька, Смирнов, Андриевский, Татарков, Кабаев, Ковалец, Коркишко 3-4 тайм: Кожухарь (футболист на просмотре, 91), Петько, футболист на просмотре, Норенков, Данченко, Серденюк (футболист на просмотре, 91), Мурашов, М.Попов (Хамелюк, 91), Третьяков, Мусолитин (Плохотнюк, 105), Хобленко Жемчужина: 1-2 тайм: Ширяев (футболист на просмотре, 46), Гарванко, Поспелов, Курко, Потароченко, Ткач, Горбовский (футболист на просмотре, 52), Паламарчук, Кравченко, Паламар, футболист на просмотре 3-4 тайм: футболист на просмотре (футболист на просмотре, 21), футболист на просмотре (Лагола, 54), Волошин, Шмуклеровский, футболист на просмотре, Опря, Попов (Димитров. 48), Долинский, Носач, футболист на просмотре, Захарченко |            |           |           |                                       |

| 28 января 2017 года Товарищеский матч | Жемчужина                                    | 3:0 отчет | Soho.net     | Одесса                                                                |
| 12:00                                 | Горбовский (26) Мусолитин (95), Машнин (106) |           | Ковалец (17) | Стадион: УТБ ФК «Черноморец» в Отраде Судья: Виталий Годулян (Одесса) |

| 11 февраля 2017 года Товарищеский матч | Жемчужина | 2:0 отчет | ФК Энергия | Одесса |
| 12:00                                  |           |           |            |        |

| 14 февраля 2017 года Товарищеский матч | Жемчужина | 2:1 отчет | МФК Николаев | Одесса                    |
| 12:00                                  |           |           |              | Стадион: УТБ «Черноморец» |

| 20 февраля 2017 года Товарищеский матч | Жемчужина | 2:1 отчет | ФК Энергия | Херсон |
| 12:00                                  |           |           |            |        |

| 23 февраля 2017 года Товарищеский матч | МФК Николаев | 2:1 отчет | Жемчужина | Николаев |
| 12:00                                  |              |           |           |          |

| 27 февраля 2017 года Товарищеский матч | Жемчужина | 0:1 отчет | Черноморец | Одесса                                |
| 12:00                                  |           |           |            | Стадион: УТБ «Черноморец» в Совиньоне |

| 1 марта 2017 года Товарищеский матч | Жемчужина              | 2:4 отчет | Реал Фарма                                        | Одесса                                                       |
| 12:00 | Паламар 68, Паламар 70 |           | Бондаренко 43, Фёдоров 61, Грубый 63, Новицкий 87 | Стадион: Спартак Зрителей: 100 Судья: Д. Бондаренко (Одесса) |
| Жемчужина: Ширяев (Зацепин, 46) - Потароченко, Поспелов (Горбовский, 46), Курко, Гарванко, Вдовиченко, Паламарчук, Долинский (Кравченко, 67), Паламарь (Попов, 80), Георгиев (Носач, 63), Шестаков (Захарченко, 60) Реал Фарма: Кравченко (Георгица, 67) - Бычков (Костюк, 46), Новицкий, Бабенцов (Нахаба, 46), Хромых (Спас, 46), Лиховидов А. (Полищук, 46), Серденюк (Воробей, 46), Воробей (Пятов, 31, Дмитриев, 67), Бондаренко, Задойко (Грубый, 46), Злепко (Фёдоров, 46). |                        |           |                                                   |                                                              |

## Хронология сезона

### Июль
- 20 июля 2016 г. В матче первого предварительного этапа Кубка Украины «Жемчужина» выиграла в Запорожье со счётом 1:2 у команды Металлург (Запорожье). Первая игра и победа команды в розыграше Кубка Украины. «Жемчужина» проходит в следующий этап Кубка Украины. Первый гол в официальных матчах забил на 3-й минуте матча Руслан Паламар. Второй мяч забил защитник команды Дмитрий Поспелов. Первый пропущенный мяч на 89-й минуте в ворота Евгения Ширяева[22].
- 24 июля 2016 г. В матче 1-го тура чемпионата Украины «Жемчужина» выиграла в Одессе со счётом 3:0 у команды Никополь-НПГУ. Безальтернативная победа команды. Голы забили во втором тайме Паламар, Горбовский, Малыш. Первая победа клуба во второй лиге[23].
- 30 июля 2016 г. В матче 2-го тура чемпионата Украины «Жемчужина» проиграла в Кременчуге со счётом 2:0 команде Кремень. Первое поражение клуба во второй лиге. Основные события развивались во втором тайме: Поспелов получил красную карточку за срыв атаки соперника и «Жемчужина» осталась в меньшинстве. «Кремень» быстро реализовал преимущество, но «Жемчужина» сохраняла интригу до конца матча, пытаясь отыграться. Интрига пропала на 88-й минуте с пропущенным голом[24].

### Август
- 10 августа 2016 г. В матче второго предварительного этапа Кубка Украины «Жемчужина» выиграла в Новой Каховке со счётом 0:2 у команды Энергия (Новая Каховка). «Жемчужина» проходит в 1/16 финала Кубка Украины.
- 15 августа 2016 г. В матче 4-го тура чемпионата Украины «Жемчужина» проиграла в Одессе со счётом 2:3 команде Кристалл. Игра оказалась очень зрелищной и обильной на голы. Интрига в матче держалась до последнего, но «Жемчужина» оказалась слабее. Голы забили Ушаков и Паламар[25].
- 19 августа 2016 г. В матче 5-го тура чемпионата Украины «Жемчужина» в Горностаевке сыграла в ничью 0:0 с командой Мир. Первая ничья команды в сезоне 2016/2017. Первый тайм прошел в равной борьбе, второй — при преимуществе одесской команды, что однако не отразилось на конечном результате[26].
- 26 августа 2016 г. В матче 6-го тура чемпионата Украины «Жемчужина» выиграла в Одессе со счётом 5:0 у команды Подолье (Хмельницкий). Яркая победа при подавляющем преимуществе над одним из аутсайдеров соревнований. Голы забили: Паламар — 2, Малыш, Ушаков, Кравченко[27].

### Сентябрь
- 3 сентября 2016 г. В матче 7-го тура чемпионата Украины «Жемчужина» в Винниках выиграла со счетом 0:1 у команды Рух. Выездная победа над одним из лидеров Второй лиги стала возможной благодаря качественной работе голкипера Евгения Ширяева. Защита клуба позволила выиграть команде играющей в меньшинстве — на 63-й минуте за вторую жёлтую карточку удален Александр Ткач. Игроком 7-го тура Второй лиги по версии ПФЛ и портала «SportArena» стал Евгений Ширяев[28][29].
- 8 сентября 2016 г. В матче 8-го тура чемпионата Украины «Жемчужина» выиграла в Одессе со счётом 3:1 у команды Нива-В. Благодаря голам забитыми со стандартных положений Кравченко и Поспелова, а также гол Лазаровича в первой половине матча позволил команде закрепиться в верхней части турнирной таблицы. Юрий Кравченко вошел в сборную 8-го тура Второй лиги по версии портала «SportArena»[30].
- 13 сентября 2016 г. В матче 9-го тура чемпионата Украины «Жемчужина» в Петрово выиграла со счетом 2:3 у команды Ингулец-2. Голы в исполнении Малыша и Паламаря (дубль) позволили клубу занять 4-е место турнирной таблице. Руслан Паламар признан ПФЛ и порталом «SportArena» игроком 9-го тура[31].
- 17 сентября 2016 г. В матче 10-го тура чемпионата Украины «Жемчужина» выиграла в Одессе со счётом 4:0 у команды Арсенал-Киевщина (Белая Церковь).
- 21 сентября 2016 г. В матче 1/16 финала Кубка Украины «Жемчужина» проиграла в Одессе со счётом 4:5 команде Карпаты (Львов) в серии послематчевых пенальти. В основное и дополнительное время матч закончился со счетом 0:0. «Жемчужина» выбывает из турнира[32][33][34].
- 26 сентября 2016 г. В матче 11-го тура чемпионата Украины «Жемчужина» в Ивано-Франковске выиграла со счетом 3:4 у команды Тепловик. Голы забивали — Василий Курко, Тарас Лазарович (дубль), Юрий Кравченко. В ворота одесситов дубль оформил лучший бомбардир Второй Лиги в сезоне Игорь Худобяк, Боришкевич также отметился голом[35].

### Октябрь
- 1 октября 2016 г. В матче 12-го тура чемпионата Украины «Жемчужина» выиграла в Одессе со счётом 2:0 у команды Реал Фарма (Одесса). Первая официальная победа над земляками произошла благодаря стандартам — оба гола были забиты после подачи угловых. на 31-й минуте отличился Дмитрий Поспелов, на 42-й — Потароченко. Благодаря качественной работе голкипера Евгения Ширяева в ворота «Жемчужины» не попало не одного мяча[36].
- 15 октября 2016 г. В матче 14-го тура чемпионата Украины «Жемчужина» выиграла в Одессе со счётом 3:1 у команды Ильичёвец-2 (Мариуполь). «Жемчужина» одержала восьмую победу подряд в Чемпионате Второй лиги. В сборную 14-го тура по версии журнала «Sport Arena» попал автор дубля Руслан Паламар[37].
- 21 октября 2016 г. В матче 15-го тура чемпионата Украины «Жемчужина» в Николаеве выиграла со счетом 1:2 у команды Судостроитель. «Жемчужина» одержала девятую подряд победу в Чемпионате Второй лиги. «Жемчужина» одержала девятую победу подряд в Чемпионате Второй лиги.
- 25 октября 2016 г. В матче 13-го тура чемпионата Украины «Жемчужина» в Новой Каховке выиграла со счетом 0:2 у команды Энергия. Матч был перенесен из-за погодных условий[38]. «Жемчужина» одержала 10-ю победу подряд в Чемпионате Второй лиги[39].
- 30 октября 2016 г. В матче 16-го тура чемпионата Украины «Жемчужина» выиграла в Одессе со счётом 2:0 у команды Балканы (Заря). «Жемчужина» одержала 11-ю победу подряд в Чемпионате Второй лиги. По итогам матчей в символическую сборную 16-го тура по версии журнала «Sport Arena» вошли игроки «Жемчужины» Дмитрий Поспелов, Руслан Паламар и тренер команды Денис Колчин[40].

### Ноябрь
- 4 ноября 2016 г. В матче 17-го тура чемпионата Украины «Жемчужина» в Запорожье выиграла со счетом 0:1 у команды Металлург (Запорожье). «Жемчужина» одержала 12-ю победу подряд в Чемпионате Второй лиги. Руслан Паламар забил уже на 3-й минуте, в дальнейшем отличиться могли обе команды, однако результативных ударов команды нанести уже не смогли. В дополнение, за 2-ю жёлтую карточку удален игрок Металлурга Ковалевский[41].
- 9 ноября 2016 г. В матче 18-го тура чемпионата Украины «Жемчужина» в Никополе выиграла со счетом 1:2 у команды Никополь-НПГУ. Первый гол в матче забил Потароченко после розыгрыша углового на 37-й минуте. В конце первого тайма Никополь-НПГУ сравнял счет забив пенальти. Во втором тайме удача была на стороне одесситов — 2-й гол в ворота противника забил Малыш. «Жемчужина» одержала 13-ю победу подряд в Чемпионате Второй лиги[42].
- 13 ноября 2016 г. В матче 19-го тура чемпионата Украины «Жемчужина» в Одессе сыграла в ничью 2:2 с командой Кремень. «Жемчужина» по ходу игры дважды вела в счете, но быстро теряла преимущество. На голы Кравченко и Паламарчука ведущая команда Второй лиги быстро отвечала результативными ударами. В итоге вторая ничья команды в сезоне 2016/2017[43].

### Март
- 25 марта 2017 г. В матче 22-го тура чемпионата Украины «Жемчужина» в Одессе выиграла со счетом 5:0 у команды Мир. Старт весенней части сезона начался с разгрома середняка лиги — пять безответных голов забили Шестаков (3 гола), Курко и Малыш. В команде не могли играть дисквалифицированный Сергей Кравченко, травмированные Ткач и Лазарович. В запасе остался Малыш, восстанавливающийся после травмы, однако это не помешало полностью разгромить соперника[44].

### Апрель
- 1 апреля 2017 г. В матче 23-го тура чемпионата Украины «Жемчужина» в Хмельницком выиграла со счетом 1:3 у команды Подолье (Хмельницкий). Ворота соперника «Жемчужина» распечатала уже на 2-й минуте — реализовал пенальти Руслан Паламар, в ответ Подолье смогло забить на 18-й минуте. Однако игровое преимущество было на стороне одесситов — безответные голы во втором тайме забили Паламарчук и Шестаков[45].
- 8 апреля 2017 г. В матче 24-го тура чемпионата Украины «Жемчужина» в Одессе выиграла со счетом 2:1 у команды Рух. По итогам матчей тура тренер «Жемчужины» Денис Колчин Всеукраинским объединением тренеров по футболу и изданием «Sport Arena» признан тренером тура[46]. По итогам матчей в символическую сборную 24-го тура по версии журнала «Sport Arena» вошли игроки «Жемчужины» Максим Вдовиченко, Василий Курко, Михаил Шестаков[47].
- 12 апреля 2017 г. Совет лиг ПФЛ принял решение засчитать техническое поражение команде Кристалл в матче 21-го тура Кристалл — Жемчужина по причине снятия команды с соревнований второй лиги[48].
- 18 апреля 2017 г. В матче 25-го тура чемпионата Украины «Жемчужина» в Виннице выиграла со счетом 0:2 у команды Нива-В. По итогам матчей в символическую сборную 25-го тура по версии журнала «Sport Arena» вошел игрок «Жемчужины» Дмитрий Поспелов[49].
- 22 апреля 2017 г. В матче 26-го тура чемпионата Украины «Жемчужина» в Одессе выиграла со счетом 2:0 у команды Ингулец-2. Гол с пенальти на 64-й минуте забил Паламар, второй гол в добавленное время забил Лазарович[50][51].
- 29 апреля 2017 г. В матче 27-го тура чемпионата Украины «Жемчужина» в Белой Церкви сыграла в ничью 1:1 с аутсайдером второй лиги Арсеналом-Киевщина (Белая Церковь). Третья ничья команды в сезоне 2016/2017[52].

### Май
- 3 мая 2017 г. В матче 28-го тура чемпионата Украины «Жемчужина» в Одессе проиграла со счетом 0:1 команде Тепловик. Закончилась беспроигрышная серия команды длившаяся 21 матч. Ко второму матчу соперник подошел более подготовлено, Тепловик выбрал тактику от защиты, играя непосредственно против лидеров «Жемчужины». Такая игра принесла успех команде из Ивано-Франковска — лидер чемпионата по количеству забитых мячей Игорь Худобяк смог распечатать ворота одесской команды. «Жемчужина» в ответ так забить и не смогла[53].
- 9 мая 2017 г. В матче 29-го тура чемпионата Украины «Жемчужина» в Одессе сыграла в ничью 1:1 с одесской командой Реал Фарма. Четвёртая ничья команды в сезоне 2016/2017. Основные события в матче произошли за три минуты — так, на 16-й минуте Шестаков забивает в ворота Реал Фармы, а через минуту ударом со штрафного Злепко сравнял счет. Дальнейшие атаки обеих команд оказались безрезультативны[54].
- 13 мая 2017 г. В матче 30-го тура чемпионата Украины «Жемчужина» в Одессе проиграла со счетом 0:1 команде Энергия. Четвёртое поражение от не самой сильной команды Второй лиги. Безуспешные попытки распечатать ворота Энергии окончились голом в ворота «Жемчужины» — на 44-й минуте забил Бочак[55].
- 18 мая 2017 г. В матче 31-го тура чемпионата Украины «Жемчужина» в Мариуполе обыграла со счетом 0:2 команду Ильичёвец-2 (Мариуполь). Благодаря победе в данном матче, «Жемчужина» завоевала право на выступления в первой лиге. В сборную 31-го тура по версии «SportArena» вошли вратарь Евгений Ширяев и защитник Василий Курко[56].
- 22 мая 2017 г. В матче 32-го тура чемпионата Украины «Жемчужина» в Одессе выиграла со счетом 7:0 команду Судостроитель. Крупнейшая победа команды на данный момент в сезоне. Голы забивали Малыш, Паламар — 2, Паламарчук, Потароченко, Курко, Георгиев[57].
- 27 мая 2017 г. В матче 33-го тура чемпионата Украины «Жемчужина» в с. Заря Саратского района обыграла со счетом 0:1 команду Балканы (Заря). По итогам матчей тура тренер «Жемчужины» Денис Колчин Всеукраинским объединением тренеров по футболу признан тренером тура[58][59].

### Июнь
- 2 июня 2017 г. В матче 34-го тура чемпионата Украины «Жемчужина» в Одессе выиграла со счетом 8:0 команду Металлург (Запорожье). В последнем матче сезона, клубу, для подтверждения своих чемпионских амбиций нужна была победа. И команда своего добилась — безоговорочная капитуляция аутсайдера Второй лиги. Восемь безответных голов — самая крупная победа команды в сезоне. Авторы голов — Лазарович — 2, Малыш, Поспелов, Шестаков — 2, Долинский, Георгиев[60]. Результативный футбол сделал команду лидером по количеству забитых голов в сезоне. По итогам матчей тура тренер «Жемчужины» Денис Колчин Всеукраинским объединением тренеров по футболу признан тренером тура[61].

## Чемпионат Украины

### Матчи[62]

#### 1-й круг
| 24 июля 2016 г. / воскресенье 1-й тур | Жемчужина                                | 3:0 отчет | Никополь-НПГУ (Никополь) | Одесса                                                 |
| 18:00 +21°C | Паламар 73′ · Горбовский 80′ · Малыш 87′ |           |                          | Стадион: Спартак Зрителей: 500 Судья: Игорь Быч (Киев) |
| Жемчужина: Ширяев, Зенков, Курко, Поспелов, Ткач, Малыш, Кравченко 82'(Таркановский 82'), Паламар, Носач 76' (Потароченко 76'), Горбовский, Попов. · Никополь-НПГУ (Никополь): Петриченко, Астахов 82'(Донец 82'), Киреев, Литвяк, Махнев, Росляков, Ходарченко 58' (Кузьмин 58'), Шарай 34'(Воронин 34'), Кренько, Шестипалов, Вакулинский. |                                          |           |                          |                                                        |

| 30 июля 2016 г. / суббота 2-й тур | Кремень (Кременчуг)       | 2:0 отчет | Жемчужина | Кременчуг                                               |
| 17:00 +21°C | Козлов 65′ · Сторчоус 88′ |           |           | Стадион: Кремень-Арена Судья: Александр Соловьян (Киев) |
| Кремень (Кременчуг): Онопко, Бычков, Энтин, Курелех, Кунев, Пискун, Богданов 52'(Козлов 52'), Степанчук, Кошадзе 76'(Горват 76'), Сторчоус, Тимченко 90'(Сидоренко 90'). · Жемчужина: Ширяев, Ткач, Курко, Поспелов, Зенков, Кравченко, Малыш, Паламар, Попов, Переверза, Горбовский 60'(Потароченко 60'). |                           |           |           |                                                         |

| 15 августа 2016 г. / понедельник 4-й тур | Жемчужина                | 2:3 отчет | Кристалл (Херсон)                             | Одесса                                                          |
| 17:00 +21°C | Ушаков 16′ · Паламар 22′ |           | Гливый 14′ · Белоусов 45+1′ · Фальковский 80′ | Стадион: Спартак Зрителей: 500 Судья: Вадим Запрутняк (Ужгород) |
| Жемчужина: Ширяев, Потароченко, Малыш 46'(Зенков 46'), Курко, Ткач 75'(Таркановский 75'), Кравченко, Паламар, Горбовский, Лазарович , Ушаков, Попов. · Кристалл (Херсон): Касперович, Бичевой, Малык, Адаменко 30'(Чорномаз 30'), Остапенко, Ковальчук, Цой , Брыжчук, Белоусов 87'(Мартян 87'), Гливый, Фальковский 82'(Барладим 82'). |                          |           |                                               |                                                                 |

| 19 августа 2016 г. / пятница 5-й тур | Мир (Горностаевка) | 0:0 отчет | Жемчужина | Горностаевка (Новотроицкий район)                         |
| 17:30 +35°C |                    |           |           | Стадион: Затис Зрителей: 500 Судья: Владисла Дорош (Киев) |
| Мир (Горностаевка): Гурин, Рафальский, Чмоленко, Тищенко 26' (Карасев 26'), Плактев, Бондаренко, Доменко, Гарванко, Савченко, Комягин , Доценко. · Жемчужина: Ширяев, Курко, Поспелов, Попов, Малыш, Кравченко, Паламар 86' (Ушаков 86'), Лазарович , Ткач, Таркановский, Потароченко. |                    |           |           |                                                           |

| 26 августа 2016 г. / пятница 6-й тур | Жемчужина                                                     | 5:0 отчет | Подолье (Хмельницкий) | Одесса                                                    |
| 17:30 +26°C | Паламар 7′ 47′(пен.) · Малыш 32′ · Кравченко 65′ · Ушаков 69′ |           |                       | Стадион: Спартак Зрителей: 300 Судья: Олег Буяшов (Днепр) |
| Жемчужина: Ширяев, Попов, Поспелов, Курко, Потароченко, Кравченко, Малыш 72'(Опря 72'), Ткач, Горбовский 56'(Гарванко 56'), Паламар, Лазарович 60'(Ушаков 60') · Подолье (Хмельницкий): Савчук, Гресь, Богославский, Джурко, Морговский 76'(Клёц 76'), Костишин 64'(Бабак 64'), Худик 61'(Степанюк 61'), Муляр, Колесников, Макарченко, Якубов. |                                                               |           |                       |                                                           |

| 3 сентября 2016 г. / суббота 7-й тур | Рух (Винники) | 0:1 отчет | Жемчужина          | Винники                                                                            |
| 17:00 +21°C |               |           | Паламар 24′ (пен.) | Стадион: Им. Б. Маркевича Зрителей: 400 Судья: Иван Салаш (Ивано-Франковская обл.) |
| Рух (Винники): Дяченко, Романюк, Гурский, Дмитрух, Бидловський, Кикоть 70'(Панасюк 70'), Кинаш, Баглай 46'(Иванов 46'), Козловский 46'(Макар 46'), Баранец, Омельченко · Жемчужина: Ширяев, Курко, Поспелов, Потароченко 60'(Горбовский 60'), Попов, Малыш, Кравченко, Гарванко, Паламар, Ткач, Лазарович 77'(Ушаков 77') |               |           |                    |                                                                                    |

| 8 сентября 2016 г. / четверг 8-й тур | Жемчужина | 3:1 отчет | Нива-В (Винница) | Одесса                                                          |
| 17:00 +21°C |           |           |                  | Стадион: Спартак Зрителей: 400 Судья: Александр Калёнов (Львов) |
| Жемчужина: Ширяев, Гарванко, Курко, Поспелов, Потароченко, Малыш 76'(Таркановский 76'), Кравченко, Паламар 59'(Ушаков 59'), Горбовский, Лазарович 66'(Опря 66'), Попов · Нива-В (Винница): Бабийчук, Когут, Полищук 70'(Браславский 70'), Попов, Маляренко, Костенко 46'(Бобович 46'), Загалевич 59'(Ключик 59'), Борячук, Коллинз, Момотенко, Коломоец |           |           |                  |                                                                 |

| 13 сентября 2016 г. / вторник 9-й тур | Ингулец-2 (Петрово)                  | 2:3 отчет | Жемчужина                         | Петрово (Петровский район)                              |
| 18:00 +21°C | Гвоздевич 15′ · Мишуренко 30′ (пен.) |           | Малыш 8′ · Паламар 36′ (пен.) 38′ | Стадион: Ингулец Зрителей: 300 Судья: Дорош В.В. (Киев) |
| Ингулец-2 (Петрово): Гуридов, Ходуля, Мишенин, Голуб, Мучак, Жуков, Гвоздевич, Красов, Мишуренко, Колесников, Помазан · Жемчужина: Ширяев, Гарванко, Потароченко, Курко, Ткач, Малыш, Кравченко, Паламар 81'(Креминский 81'), Горбовский 60'(Таркановский 60'), Опря, Лазарович 75'(Ушаков 75'). |                                      |           |                                   |                                                         |

| 17 сентября 2016 г. / суббота 10-й тур | Жемчужина                                        | 4:0 отчет | Арсенал-Киевщина (Белая Церковь) | Одесса                                                              |
| 17:00 +15°C | Малыш 14′ · Паламар 59′ · Курко 69′ · Ушаков 88′ |           |                                  | Стадион: Спартак Зрителей: 200 Судья: Александр Афанасьев (Харьков) |
| Жемчужина: Ширяев, Курко, Поспелов, Гарванко, Потароченко, Малыш, Кравченко 74'(Таркановский 74'), Паламар, Горбовский 64'(Опря 64'), Ткач, Лазарович 61'(Ушаков 61') · Арсенал-Киевщина (Белая Церковь): Романов, Червинский 36'(Бугаенко 36'), Пискун, Желюк, Химанин, Ващенко, Пасечнюк, Чернецкий, Семка 64'(Гупалов 64'), Зоря |                                                  |           |                                  |                                                                     |

| 26 сентября 2016 г. / понедельник 11-й тур | Тепловик (Ивано-Франковск)       | 3:4 отчет | Жемчужина                                     | Ивано-Франковск                                                                               |
| 18:00 +19°C | Худобяк 51′ 84′ · Боришкевич 62′ |           | Курко 34′ · Лазарович 40′ 71′ · Кравченко 57′ | Стадион: Рух (стадион, Ивано-Франковск) Зрителей: 4200 Судья: Александр Сахно (Киевская обл.) |
| Тепловик (Ивано-Франковск): Плетеницкий, Громоляк, Приймак, Семьянчук, Гапончук, Геник 46'(Прошак 46'), Овчар 46'(Якибчук 46'), Януш, Денега, Боришкевич, Худобяк · Жемчужина: Ширяев, Гарванко, Курко, Поспелов, Потароченко, Малыш 80'(Таркановский 80'), Кравченко, Паламар 85'(Ушаков 85'), Горбовский, Лазарович, Ткач 72'(Попов 72'). |                                  |           |                                               |                                                                                               |

| 1 октября 2016 г. / суббота 12-й тур | Жемчужина                      | 2:0 отчет | Реал Фарма (Одесса) | Одесса                                                          |
| 16:00 +15°C | Поспелов 31′ · Потароченко 42′ |           |                     | Стадион: Спартак Зрителей: 950 Судья: Евгений Петренко (Одесса) |
| Жемчужина: Ширяев, Гарванко, Курко, Поспелов, Потароченко, Малыш 79'(Таркановский 79'), Кравченко, Горбовский 81'(Носач 81'), Паламар, Ткач, Лазарович 72'(Ушаков 72') · Реал Фарма (Одесса): Кравченко, Какушин, Бабенцов, Новицкий, Шаповаленко 35'(Кулишенко 35'), Бычков, Серденюк, Георгиев, Лиховидов 27'(Колода 27'), Нестеренко 59'(Машнин 59'), Злепко |                                |           |                     |                                                                 |

| 25 октября 2016 г. / вторник 13-й тур | Энергия (Новая Каховка) | 0:2 отчет | Жемчужина                   | Новая Каховка                                                       |
| 15:00 +8°C |                         |           | Паламар 60′ · Лазарович 71′ | Стадион: Энергия (стадион) Зрителей: 200 Судья: Олег Буяшов (Днепр) |
| Энергия (Новая Каховка): Зелинский, Андреев, Шевченко, Квачов 79'(Грабец 79'), Мысь, Волков, Моисеев 46'(Прокипчук 46'), Гайдаенко 62'(Доля 62', Дедяев, Шастал, Бочак · Жемчужина: Ширяев, Гарванко, Курко, Поспелов, Потароченко, Малыш, Кравченко 81'(Таркановский 81'), Паламар, Горбовский 71'(Паламарчук 71'), Ткач, Лазарович 75'(Ушаков 75') |                         |           |                             |                                                                     |

| 15 октября 2016 г. / суббота 14-й тур | Жемчужина                              | 3:1 отчет | Ильичёвец-2 (Мариуполь) | Одесса                                                        |
| 14:00 +9°C | Паламар 23′ 49′ (пен.) · Лазарович 43′ |           | Белоконь 86′            | Стадион: Спартак Зрителей: 250 Судья: Роман Блавацкий (Львов) |
| Жемчужина: Ширяев, Гарванко, Курко, Поспелов, Потароченко, Таркановский, Кравченко 69'(Паламарчук 69'), Паламар, Горбовский 78'(Носач 78'), Ткач, Лазарович 65'(Ушаков 65') · Ильичёвец-2 (Мариуполь): Михайленко, Савин, Доценко, Пандурский, Крашневский, Дан. Папук, Белоконь , Папук 46'(Савчук 46', Калинин 65'(Маленко 46'), Штандер, Волк. |                                        |           |                         |                                                               |

| 21 октября 2016 г. / пятница 15-й тур | Судостроитель | 1:2 отчет | Жемчужина                  | Первомайск                             |
| 15:00 +8°C | Чаус 11′      |           | Поспелов 52′ · Паламар 64′ | Судья: Дмитрий Денисюк (Киевская обл.) |
| Судостроитель: Дмитроченко 68'(Жуков 68', Хохлов, Невкрытый, Пасичник, Чаус 46'(Котов 46'), Барский, Швец, Мячин, Носов, Моря 63'(Толгоренко 63'), Сторублевцев · Жемчужина: Ширяев, Гарванко, Курко, Поспелов, Потароченко, Малыш, Кравченко, Горбовский, Паламар, Ткач, Лазарович 90'(Ушаков 90'). |               |           |                            |                                        |

| 30 октября 2016 г. / воскресенье 16-й тур | Жемчужина              | 2:0 отчет | Балканы (Заря) | Одесса                                                       |
| 14:00 +4°C | Паламар 38′ 48′ (пен.) |           |                | Стадион: Спартак Зрителей: 850 Судья: Владислав Дорош (Киев) |
| Жемчужина: Ширяев, Гарванко, Курко, Поспелов, Потароченко, Малыш, Кравченко 89'(Таркановский 89') Горбовский, Паламар 69'(Паламарчук 69'), Ткач, Лазарович 82'(Ушаков 82') · Балканы (Заря): Паламарчук 37'(Зацепин 37'), Саламаха, Юречко, Златов, Опря, Гаврилюк, Гончаренко 54'(Платунов 54'), Златов, Райчев, Пархоменко, Кириллов 62'(Шестаков 62'). |                        |           |                |                                                              |

| 4 ноября 2016 г. / пятница 17-й тур | Металлург (Запорожье) | 0:1 отчет | Жемчужина  | Запорожье                                                    |
| 13:00 +8°C |                       |           | Паламар 3′ | Стадион: УТБ "Великий луг" Судья: Денис Резников (Каменское) |
| Металлург (Запорожье): Теленков, Курусь, Дугиенко, Остапенко, Курдас, Плахтыр , Чернявский, Кондраков 58'(Комлев 58'), Ковалевский, Сентябов, Буланый 75'(Бережной 75') · Жемчужина: Ширяев, Гарванко, Курко, Поспелов, Потароченко, Малыш, Кравченко, Горбовский 58'(Паламарчук 58'), Паламар 81'(Таркановский 81'), Ткач, Лазарович 46'(Ушаков 46'). |                       |           |            |                                                              |

#### 2-й круг
| 9 ноября 2016 г. / среда 18-й тур | Никополь-НПГУ (Никополь) | 1:2 отчет | Жемчужина                   | Никополь (Днепропетровская область)                             |
| 13:30 +15°C | Махнев 45+2′             |           | Потароченко 37′ · Малыш 75′ | Стадион: Электрометаллург Зрителей: 500 Судья: Игорь Быч (Киев) |
| Никополь-НПГУ (Никополь): Петриченко, Астахов, Теряник, Махнев, Дегтярев, Вакулинский, Михальчук 26'(Шарай 26'), Киреев, Кренько 75'(Сумцов 75'), Шестипалов, Воронин 63'(Косиненко 63'). · Жемчужина: Ширяев, Гарванко, Курко, Поспелов, Потароченко, Малыш 83'(Таркановский 83'), Кравченко, Горбовский 25'(Паламарчук 25'), Паламар, Ткач, Ушаков |                          |           |                             |                                                                 |

| 13 ноября 2016 г. / воскресенье 19-й тур | Жемчужина                      | 2:2 отчет | Кремень (Кременчуг)        | Одесса                                                   |
| 14:00 +11°C | Кравченко 19′ · Паламарчук 65′ |           | Козлов 21′ · Тертишный 72′ | Стадион: Спартак Зрителей: 300 Судья: Иван Салаш (Калуш) |
| Жемчужина: Ширяев, Гарванко, Потароченко, Курко, Ткач, Малыш, Кравченко, Горбовский, Паламар 89'(Таркановский 89'), Паламарчук, Лазарович 72'(Ушаков 72') · Кремень (Кременчуг): Онопко, Кунев, Москалик, Горват 83'(Скоцкий 83'), Курелех, Пискун, Старчоус, Кошадзе 84'(Пильтенко 84'), Тертишный, Тимченко, Козлов |                                |           |                            |                                                          |

| 25 марта 2017 г. / суббота 22-й тур | Жемчужина                                                | 5:0 отчет | Мир | Одесса                                                         |
| 15:00 +10°C | Шестаков 15′ 30′ 86′(пен.) · Курко 43′ · , Малыш 74′ · . |           |     | Стадион: Спартак Зрителей: 300 Судья: Виктор Арановский (Киев) |
| Жемчужина: Ширяев, Гарванко, Потароченко 86'(Деменчук 86'), Курко, Поспелов, Горбовский, Долинский, Георгиев, Паламар 68'(Малыш 68'), Паламарчук 73'(Носач 73'), Шестаков · Мир: Кулинич, Рафальский, Издебский, Шмат, Шмиголь, Бондаренко 46'(Вакуленко 46'), Боровик 46'(Иванченко 46'), Хорольский, Савченко, Доценко 68'(Кулиш 68'), Шваб |                                                          |           |     |                                                                |

| 1 апреля 2017 г. / среда 23-й тур | Подолье    | 1:3 отчет | Жемчужина                                        | Хмельницкий                                                                     |
| 16:00 +15°C | Якубов 18′ |           | Паламар 2′(пен.) · Паламарчук 45′ · Шестаков 67′ | Стадион: Спорткомплекс «Подолье» Зрителей: 500 Судья: Александр Соловьян (Киев) |
| Подолье: Дворник 60'(Шевченко 60'), Джурко, Николайчук, Степаненко, Музычук, Липовуз 67'(Муляр 67'), Охрончук 62'(Бабак 62'), Шпица, Колесников, Макарченко, Якубов. · Жемчужина: Ширяев, Гарванко, Поспелов, Курко, Потароченко, Георгиев, Горбовский 20'(Кравченко 20'), Паламарчук 72'(Лазарович 72'), Паламар, Долинский 58'(Малыш 58'), Шестаков. |            |           |                                                  |                                                                                 |

| 8 апреля 2017 г. / суббота 24-й тур | Жемчужина                         | 2:1 отчет | Рух       | Одесса                                                                 |
| 16:00 +10°C | Шестаков 53′ · Георгиев 90+3′ · . |           | Зубар 33′ | Стадион: Спартак Зрителей: 600 Судья: Виктор Копиевский (Кропивницкий) |
| Жемчужина: Ширяев, Поспелов, Вдовиченко, Курко, Горбовский 60'(Лазарович 60'), Долинский 46'(Малыш 46'), Паламар 75'(Георгиев 75'), Кравченко, Шестаков, Потароченко, Паламарчук · Рух: Дяченко, Романюк, Кинаш, Дмитрух, Бохашвили 73'(Омельченко 73'), Габовда 46'(Панасюк 46'), Зубар 83'(Баглай 83'), Баранец, Копина, Чучман, Билый |                                   |           |           |                                                                        |

| 18 апреля 2017 г. / вторник 25-й тур | Нива-В | 0:2 отчет | Жемчужина                     | Винница                                                         |
| 17:00 +7°C |        |           | Паламарчук 40′ · Шестаков 71′ | Стадион: Стадион СК «Нива» Зрителей: 1500 Судья: Денис Резников |
| Нива-В: Клищук, Андреев, Борячук, Попов 60'(Загалевич 60'), Хохлов, Дугиенко, Коллинз , Брыжчук, Маляренко 82'(Батрак 82'), Браславский, Сторублевцев 73'(Овчар 73') · Жемчужина: Ширяев, Вдовиченко, Потароченко, Курко, Поспелов, Горбовский 73'(Лазарович 73'), Малыш, Кравченко, Паламар 65'(Георгиев 65'), Паламарчук, Шестаков. |        |           |                               |                                                                 |

| 22 апреля 2017 г. / суббота 26-й тур | Жемчужина                               | 2:0 отчет | Ингулец-2 | Одесса                                                |
| 16:00 +13°C | Паламар 64′(пен.) · Лазарович 90+2′ · . |           |           | Стадион: Спартак Зрителей: 500 Судья: Дмитрий Евтухов |
| Жемчужина: Ширяев, Вдовиченко, Потароченко, Курко, Поспелов, Горбовский 60'(Лазарович 60'), Малыш 67'(Долинский 67'), Кравченко, Паламар, Паламарчук 56'(Георгиев 56'), Шестаков · Ингулец-2: Гуридов, Бесараб, Мучак, Сидоренко, Климаков, Сичинава 88'(Кобуладз 88'), Сорокин, Коверник, Колесников, Красов, Никулин 79'(Тимошевский 79') |                                         |           |           |                                                       |

| 29 апреля 2017 г. / суббота 27-й тур | Арсенал-Киевщина (Белая Церковь) | 1:1 отчет | Жемчужина         | Белая Церковь                                                       |
| 16:00 +20°C | Курко 33′(авт.)                  |           | Паламар 42′(пен.) | Стадион: "Трудовые резервы" Зрителей: 90 Судья: Олег Буяшов (Днепр) |
| Арсенал-Киевщина (Белая Церковь): Шкарбан, Тименко, Омоко, Багинский 48'(Патрик 48'), Бреус, Пасечник 81'(Гуральский 81'), Зоря, Швец, Авдалян, Горбаченко, Пылыповец 74'(Ващенко 74') · Жемчужина: Ширяев, Вдовиченко, Потароченко, Курко, Поспелов, Горбовский 60'(Паламарчук 60'), Долинский, Кравченко, Паламар, Георгиев 64'(Ткач 64'), Лазарович |                                  |           |                   |                                                                     |

| 3 мая 2017 г. / среда 28-й тур | Жемчужина | 0:1 отчет | Тепловик        | Одесса                                                       |
| 17:00 +23°C |           |           | Худобяк 16′ · . | Стадион: Спартак Зрителей: 500 Судья: Владислав Дорош (Киев) |
| Жемчужина: Ширяев, Гарванко, Потароченко, Курко, Поспелов 46'(Вдовиченко 46'), Ткач 57'(Лазарович 57'), Долинский, Кравченко 46'(Георгиев 46'), Паламар, Паламарчук, Шестаков. · Тепловик: Вульчин, Громоляк, Приймак, Прошак, Бочкур, Бойко 28'(Дербах 28'), Януш, Веприк 77'(Семянчук 77'), Боришкевич, Комар 60'(Гуменюк 60'), Худобяк. |           |           |                 |                                                              |

| 9 мая 2017 г. / вторник 29-й тур | Реал Фарма (Одесса) | 1:1 отчет | Жемчужина    | Одесса                                                         |
| 16:00 +21°C | Злепко 17′          |           | Шестаков 16′ | Стадион: «Иван» Зрителей: 500 Судья: Евгений Петренко (Одесса) |
| Реал Фарма (Одесса): Георгица, Хромых, Новицкий, Бабенцов, Серденюк, Спас, Дмитриев. Полищук, А. Лиховидов 46'(Костюк 46'), Задойко 76'(Пятов 76'), Злепко 46'(Бондаренко 46') · Жемчужина: Ширяев, Вдовиченко, Потароченко, Курко, Гарванко, Горбовский 63'(Лазарович 63'), Долинский, Малыш 70'(Георгиев 70'), Паламар, Паламарчук, Шестаков |                     |           |              |                                                                |

| 13 мая 2017 г. / суббота 30-й тур | Жемчужина | 0:1 отчет | Энергия   | Одесса                                                          |
| 17:00 +21°C |           |           | Бочак 44′ | Стадион: Спартак Зрителей: 200 Судья: Александр Соловьян (Киев) |
| Жемчужина: Ширяев, Гарванко, Потароченко, Курко, Ткач, Долинский 41'(Кравченко 41'), Малыш 60'(Георгиев 60'), Паламар, Паламарчук 56'(Лазарович 56'), Шестаков, Горбовский · Энергия: Старченко, Процишин, Прокипчук 81'(Мысь 81'), Квачев, Дедяев, Стеценко 60'(Грабец 60'), Волков, Ковальчук, Шастал, Россохатый 63'(Молочко 63'), Бочак |           |           |           |                                                                 |

| 18 мая 2017 г. / четверг 31-й тур | Ильичёвец-2 (Мариуполь) | 0:2 отчет | Жемчужина                    | Мариуполь                                                              |
| 17:00 +21°C |                         |           | Лазарович 70′ · Шестаков 86′ | Стадион: Западный Зрителей: 400 Судья: Александр Сахно (Киевская обл.) |
| Ильичёвец-2 (Мариуполь): Лисюк, Савин, Петерман, Афендулов, Крашневский, Денисов, Папук Денис, Авагимян, Проданов 73'(Калинин 73'), Белоконь 83'(Маленко 83'), Козак · Жемчужина: Ширяев, Вдовиченко, Потароченко, Курко, Гарванко, Кравченко, Горбовский, Малыш 75'(Долинский 75'), Паламар 67'(Георгиев 67'), Паламарчук, Лазарович 83'(Шестаков 83') |                         |           |                              |                                                                        |

| 22 мая 2017 г. / понедельник 32-й тур | Жемчужина                                                                                                | 7:0 отчет | Судостроитель (Николаев) | Одесса                                                 |
| 17:00 +21°C | Малыш 3′ · Паламар 12′(пен.) · Паламар 16′ · Паламарчук 64′ · Потароченко 68′ · Курко 80′ · Георгиев 87′ |           |                          | Стадион: Спартак Зрителей: 500 Судья: Игорь Быч (Киев) |
| Жемчужина: Ширяев, Гарванко, Потароченко, Курко, Вдовиченко, Малыш, Георгиев, Паламар 46'(Кравченко 46'), Паламарчук 72'(Деменчук 72'), Шестаков, Горбовский 64'(Попов 64') · Судостроитель (Николаев): Дмитроченко, Андриевский, Горинов, Мячин, Невкрытый, Швец 60'(Жуков 60'), Минский, Котов, Колесниченко, Толгаренко, Запорожец | |           |                          |                                                        |

| 27 мая 2017 г. / суббота 33-й тур | Балканы | 0:1 отчет | Жемчужина      | Заря                                                                                  |
| 17:00 +21°C |         |           | Паламарчук 43′ | Стадион: Стадион им.Б.Стропанца Зрителей: 1500 Судья: Дмитрий Денисюк (Киевская обл.) |
| Балканы: Лукаш, Златов, Юречко, Любчак, Шаповаленко, Гаврилюк, Гончаренко 46'(Платунов 46'), Златов 54'(Ильницкий 54'), Пархоменко, Урсуленко, Райчев. · Жемчужина: Ширяев, Гарванко, Курко, Потароченко, Вдовиченко, Малыш 64'(Кравченко 64'), Долинский, Горбовский, Паламар 75'(Георгиев 75'), Паламарчук, Лазарович 64'(Шестаков 64') |         |           |                |                                                                                       |

| 2 июня 2017 г. / пятница 34-й тур | Жемчужина | 8:0 отчет | Металлург (Запорожье) | Одесса                                                                    |
| 17:00 +25°C | Лазарович 13′ · Лазарович 28′ · Малыш 29′ · Поспелов 44′ · Шестаков 48′ · Долинский 62′ · Шестаков 67′ · Георгиев 70′ |           |                       | Стадион: Спартак Зрителей: 500 Судья: Анастасия Романюк (Ивано-Франковск) |
| Жемчужина: Ширяев, Гарванко, Курко, Потароченко 72'(Деменчук 71'), Поспелов, Малыш 51'(Кравченко 51') Долинский, Горбовский, Паламар Георгиев, Лазарович 46'(Шестаков 46') · Металлург (Запорожье): Теленков, Захаров, Божий, Шовкун, Чернявский, Батраченко, Сентябов 51'(Мартыненко 51'), Ефимчук 65'(Петровский 65'), Ковалевский 63'(Башинский 63'), Каськов, Бережной. | |           |                       |                                                                           |

### Итоги выступлений команды в турнире
Итоги сезона для клуба оказались самыми положительными — команда, дебютировавшая в профессиональном футболе выиграла чемпионат Украины среди команд второй лиги, вышла в Первую лигу, показала качественный футбол в Кубке Украины.
Президент ПФЛ Сергей Макаров так оценил итоги сезона:
Жемчужина вписала яркую страницу в историю украинского футбола. Команда оказалась приятным сюрпризом — интересно было наблюдать за бескомпромиссным футболом команды, которая очень хотела выиграть. Интрига в соревнованиях сохранялась до последнего матча, мы предполагали возможность проведение Золотого Матча, что добавило красок в сам чемпионат.

Спортивный результат, а именно победа в чемпионате с первого захода является важнейшей характеристикой работы всего коллектива, тренерского штаба и менеджмента клуба. По итогам сезона команда попала в Первую Лигу, а это значит, что команде и всему руководству клуба необходимо увеличивать свою работу по укреплению команды, инфраструктуры клуба, финансами, детской школой. Я думаю в Одессе это все возможно, у Вас очень богатый на таланты регион.
Президент и основатель ФК «Жемчужина» А. Деменчук так высказался после церемонии вручения медалей:
Чемпионат закончился, медали получены, а внутри какая-то опустошенность, чего-то не хватает. Не хватает эмоций, накала страстей, которые мы испытывали на протяжении всего чемпионата. На церемонию мы пригласили всех футболистов, которые внесли хоть малейший вклад в нашу победу, несмотря на каком этапе они покинули клуб. Это наша семья, вместе мы добились золотых медалей, вместе будем их и получать.

Поделюсь семейным секретом, в 2013 году когда клуб только создавался, мы в кругу семьи загадали чтобы команда добилась успеха, сыграла с клубом Высшей лиги, собрала полный стадион. Желание записали и спрятали в цветочный горшок. В этом сезоне мечта сбылась — мы сыграли в Кубке с Карпатами, собрали много болельщиков, и главное смогли показать качественный футбол.
Александр Деменчук рассказал результатом чего стало чемпионство клуба:
В первую очередь за счет командной игры. Когда люди знают, для чего они выходят на поле, знают, куда им бежать, что делать. Правильная установка перед игрой и грамотные тренерские решения позволили добиться результата. Это футбол. Игроки могут иметь самые громкие имена, но выигрывает тот, кто этого больше хочет и больше старается.

#### Общая статистика
| Итого | Итого | Итого | Итого | Итого | Итого | Итого | Итого | Дома | Дома | Дома | Дома | Дома | Дома | На выезде | На выезде | На выезде | На выезде | На выезде | На выезде |
| И     | О     | В     | Н     | П     | МЗ    | МП    | РМ    | В    | Н    | П    | МЗ   | МП   | РМ   | В         | Н         | П         | МЗ        | МП        | РМ        |
| ----- | ----- | ----- | ----- | ----- | ----- | ----- | ----- | ---- | ---- | ---- | ---- | ---- | ---- | --------- | --------- | --------- | --------- | --------- | --------- |
| 32    | 76    | 24    | 4     | 4     | 75    | 22    | +53   | 12   | 1    | 3    | 51   | 11   | +40  | 12        | 3         | 1         | 24        | 11        | +13       |

#### График движения по турам
| 6 |

| 10 |

| 11 |

| 13 |

| 12 |

| 8 |

| 5 |

| 5 |

| 4 |

| 4 |

| 4 |

| 4 |

| 3 |

| 3 |

| 3 |

| 3 |

| 2 |

| 1 |

| 1 |

| 2 |

| 3 |

| 3 |

| 2 |

| 1 |

| 1 |

| 1 |

| 1 |

| 1 |

| 1 |

| 2 |

| 2 |

| 1 |

| 1 |

| 1 |

| ПЛУ | Место в таблице |

| ПЛУ | Место в таблице |

#### Результаты по турам
| Тур   | 01 | 02 | 03 | 04 | 05 | 06 | 07 | 08 | 09 | 10 | 11 | 12 | 13 | 14 | 15 | 16 | 17 | 18 | 19 | 20 | 21 | 22 | 23 | 24 | 25 | 26 | 27 | 28 | 29 | 30 | 31 | 32 | 33 | 34 |
| ----- | -- | -- | -- | -- | -- | -- | -- | -- | -- | -- | -- | -- | -- | -- | -- | -- | -- | -- | -- | -- | -- | -- | -- | -- | -- | -- | -- | -- | -- | -- | -- | -- | -- | -- |
| Поле  | Д  | В  | О  | Д  | В  | Д  | В  | Д  | В  | Д  | В  | Д  | В  | Д  | В  | Д  | В  | В  | Д  | О  | В  | Д  | В  | Д  | В  | Д  | В  | Д  | В  | Д  | В  | Д  | В  | Д  |
| Итог  | В  | П  | О  | П  | Н  | В  | В  | В  | В  | В  | В  | В  | В  | В  | В  | В  | В  | В  | Н  | О  | В  | В  | В  | В  | В  | В  | Н  | П  | Н  | П  | В  | В  | В  | В  |
| Место | 6  | 10 | 11 | 13 | 12 | 8  | 5  | 5  | 4  | 4  | 4  | 4  | 3  | 3  | 3  | 3  | 2  | 1  | 1  | 2  | 3  | 3  | 2  | 1  | 1  | 1  | 1  | 1  | 1  | 2  | 2  | 1  | 1  | 1  |

Последнее обновление: 06 мая 2017 года.
Источник: ПФЛ СТАТИСТИКА

Поле: Д = дома; В = на выезде. Итог: Н = ничья; П = команда проиграла; В = команда выиграла; О = матч отложен.

### Игроки команды в турнире[67]
| Игрок                   | Матчи / Туры | Матчи / Туры | Матчи / Туры | Матчи / Туры | Матчи / Туры | Матчи / Туры | Матчи / Туры | Матчи / Туры | Матчи / Туры | Матчи / Туры | Матчи / Туры | Матчи / Туры | Матчи / Туры | Матчи / Туры | Матчи / Туры | Матчи / Туры | Матчи / Туры | Матчи / Туры | Матчи / Туры | Матчи / Туры | Матчи / Туры | Матчи / Туры | Матчи / Туры | Матчи / Туры | Матчи / Туры | Матчи / Туры | Матчи / Туры | Матчи / Туры | Матчи / Туры | Матчи / Туры | Матчи / Туры | Матчи / Туры | Матчи / Туры | Матчи / Туры |
| Игрок                   | 1            | 2            | 3            | 4            | 5            | 6            | 7            | 8            | 9            | 10           | 11           | 12           | 13           | 14           | 15           | 16           | 17           | 18           | 19           | 20           | 21           | 22           | 23           | 24           | 25           | 26           | 27           | 28           | 29           | 30           | 31           | 32           | 33           | 34           |
| ----------------------- | ------------ | ------------ | ------------ | ------------ | ------------ | ------------ | ------------ | ------------ | ------------ | ------------ | ------------ | ------------ | ------------ | ------------ | ------------ | ------------ | ------------ | ------------ | ------------ | ------------ | ------------ | ------------ | ------------ | ------------ | ------------ | ------------ | ------------ | ------------ | ------------ | ------------ | ------------ | ------------ | ------------ | ------------ |
| Евгений Ширяев          | 90           | 90           |              | 90           | 90           | 90           | 90           | 90           | 90           | 90           | 90           | 90           | 90           | 90           | 90           | 90           | 90           | 90           | 90           |              |              | 90           | 90           | 90           | 90           | 90           | 90           | 90           | 90           | 90           | 90           | 90           | 90           | 90           |
| Дмитрий Гарванко        | •            | •            |              | •            | •            | 34           | 90           | 90           | 90           | 90           | 90           | 90           | 90           | 90           | 90           | 90           | 90           | 90           | 90           |              |              | 90           | 90           |              |              |              |              | 90           | 90           | 90           | 90           | 90           | 90           | 90           |
| Василий Курко           | 90           | 90           |              | 90           | 90           | 90           | 90           | 90           | 90           | 90           | 90           | 90           | 90           | 90           | 90           | 90           | 90           | 90           | 90           |              |              | 90           | 90           | 90           | 90           | 90           | 90           | 90           | 90           | 90           | 90           | 90           | 90           | 90           |
| Дмитрий Поспелов        | 90           | 58           |              | •            | 90           | 90           | 90           | 90           | •            | 90           | 90           | 90           | 90           | 90           | 90           | 90           | 90           | 90           |              |              |              | 90           | 90           | 90           | 90           | 90           | 90           | 46           |              |              |              |              | •            | 90           |
| Евгений Потароченко     | 14           | 25           |              | 90           | 90           | 90           | 60           | 90           | 90           | 90           | 90           | 90           | 90           | 90           | 90           | 90           | 90           | 90           | 90           |              |              | 86           | 90           | 90           | 90           | 90           | 90           | 90           | 90           | 90           | 90           | 90           | 90           | 72           |
| Александр Ткач          | 90           | 90           |              | 75           | 90           | 90           | 90           | •            | 90           | 90           | 74           | 90           | 90           | 90           | 90           | 90           | 90           | 90           | 90           |              |              |              |              |              |              |              | 26           | 57           |              |              |              |              | •            | •            |
| Андрей Горбовский       | 90           | 90           |              | 90           |              | 56           | 30           | 90           | 60           | 64           | 90           | 81           | 71           | 78           | 90           | 90           | 58           | 25           | 90           |              |              | 90           | 20           | 60           | 73           | 60           | 60           |              | 63           |              | 90           | 64           | 90           | 90           |
| Юрий Кравченко          | 82           | 83           |              | 90           | 90           | 90           | 90           | 90           | 90           | 74           | 90           | 90           | 81           | 69           | 90           | 89           | 90           | 90           | 90           |              |              |              | 70           | 90           | 90           | 90           | 90           | 46           |              |              | 90           | 44           | 26           | 39           |
| Станислав-Нури Малыш    | 90           | 90           |              | 46           | 90           | 72           | 90           | 76           | 90           | 90           | 82           | 79           | 90           |              | 90           | 90           | 90           | 83           | 90           |              |              | 22           | 32           | 44           | 90           | 67           |              |              | 70           | 60           | 75           | 90           | 64           | 51           |
| Роман Опря              | •            | •            |              | •            | •            | 18           | •            | 24           | 90           | 26           | •            | •            |              | •            |              | •            | •            | •            | •            |              |              |              |              |              |              |              |              |              |              |              |              |              |              |              |
| Руслан Паламар          | 90           | 90           |              | 90           | 86           | 90           | 90           | 59           | 81           | 90           | 89           | 90           | 90           | 90           | 90           | 69           | 81           | 90           | 89           |              |              | 68           | 90           | 75           | 65           | 90           | 90           | 90           | 90           | 90           | 67           | 46           | 75           | 90           |
| Филипп Попов            | 90           | 90           |              | 90           | 90           | 90           | 90           | 90           | •            | •            | 16           | •            |              | •            |              | •            | •            | •            | •            |              |              |              |              |              |              |              |              |              |              |              |              |              |              | •            |
| Тарас Лазарович         | •            |              |              | 90           | 90           | 60           | 77           | 66           | 75           | 61           | 90           | 72           | 75           | 65           | 90           | 82           | 46           |              | 72           |              |              |              | 18           | 30           | 17           | 30           | 90           | 33           | 27           | 34           | 83           |              | 64           | 46           |
| Андрей Носач            | 76           |              |              |              |              |              |              |              |              |              |              | 9            | •            | 12           |              |              |              |              |              |              |              | 17           |              |              |              |              |              |              |              | •            |              |              |              | •            |
| Евгений Ушаков          |              |              |              | 90           | 4            | 30           | 13           | 31           | 15           | 29           | 1            | 18           | 15           | 25           | 1            | 8            | 44           | 90           | 18           |              |              |              |              |              |              |              |              |              |              |              |              |              |              |              |
| Сергей Зенков           | 90           | 90           |              | 44           |              |              |              |              |              |              |              |              |              |              |              |              |              |              |              |              |              |              |              |              |              |              |              |              |              |              |              |              |              |              |
| Петр Переверза          |              | 90           |              |              |              |              |              |              |              |              |              |              |              |              |              |              |              |              |              |              |              |              |              |              |              |              |              |              |              |              |              |              |              |              |
| Константин Таркановский | 8            |              |              | 25           | 90           |              |              | 14           | 30           | 16           | 8            | 11           | 9            | 90           |              | 1            | 9            | 7            | 1            |              |              |              |              |              |              |              |              |              |              |              |              |              |              |              |
| Петр Паламарчук         |              |              |              |              |              |              |              |              |              |              |              |              | 19           | 21           |              | 21           | 32           | 65           | 90           |              |              | 73           | 72           | 90           | 90           | 56           | 30           | 90           | 90           | 56           | 90           | 72           | 90           |              |
| Максим Вдовиченко       |              |              |              |              |              |              |              |              |              |              |              |              |              |              |              |              |              |              |              |              |              |              | •            | 90           | 90           | 90           | 90           | 44           | 90           |              | 90           | 90           | 90           |              |
| Петр Долинский          |              |              |              |              |              |              |              |              |              |              |              |              |              |              |              |              |              |              |              |              |              | 90           | 58           | 46           |              | 23           | 90           | 90           | 90           | 41           | 15           |              | 90           | 90           |
| Дмитрий Деменчук        |              |              |              |              |              |              |              |              |              |              |              |              |              |              |              |              |              |              |              |              |              | 4            |              |              |              |              |              |              |              |              |              | 18           | •            | 18           |
| Виктор Георгиев         |              |              |              |              |              |              |              |              |              |              |              |              |              |              |              |              |              |              |              |              |              | 90           | 90           | 15           | 25           | 34           | 64           | 44           | 20           | 30           | 23           | 90           | 15           | 90           |
| Михаил Шестаков         |              |              |              |              |              |              |              |              |              |              |              |              |              |              |              |              |              |              |              |              |              | 90           | 90           | 90           | 90           | 90           |              | 90           | 90           | 90           | 7            | 90           | 26           | 44           |

## Кубок Украины

### Матчи

#### Первый предварительный этап
| 20 июля 2016 г. / среда Первый предварительный этап | Металлург (Запорожье) | 1:2 отчет | Жемчужина (Одесса)        | Украина, Запорожье                                                |
| 14:00 +23°C | Каськов 89′           |           | Паламар 3′ · Поспелов 63′ | Стадион: Славутич-Арена Зрителей: 1700 Судья: Афанасьев (Харьков) |
| Металлург (Запорожье): Теленков, Худченко, Остапенко, Дугиенко, Комлев, Бережный 68'(Каськов 68'), Чернявский, Плахтырь, Курусь 60'(Троянов 60'), Курдас, Сентябов 36'(Батраченко 36'). · Жемчужина (Одесса): Ширяев, Зенков (Таркановский, 86), Поспелов, Курко, Ткач, Малыш, Кравченко, Паламар, Носач 74'(Потароченко 74'), Лазарович 65'(Горбовский 65'), Попов. |                       |           |                           |                                                                   |

#### Второй предварительный этап
| 10 августа 2016 г. / среда 1/32 финала | Энергия (Новая Каховка) | 0:2 отчет | Жемчужина (Одесса)       | Украина, Новая Каховка                                     |
| 14:00 +20°C |                         |           | Ткач 46′ · Лазарович 78′ | Стадион: Энергия Зрителей: 500 Судья: В. Новохатный (Киев) |
| Энергия (Новая Каховка): Старченко, Андреев , Шевченко, Шастал 72'(Гайдаенко 70'), Дедяев, Сомов, Прокипчук 74'(Доля 74'), Моисеев 54'(Фаюк 54'), Волков, Бочак, Квачев. · Жемчужина (Одесса): Ширяев, Поспелов, Ткач, Попов, Курко, Паламар, Малыш, Потороченко, Кравченко 70'(Таркановский 70'), Горбовский 63'(Ушаков 63'), Лазарович 85'(Зенков 85'). |                         |           |                          |                                                            |

#### 1/16 финала
| 21 сентября 2016 г. / среда 1/16 финала | Жемчужина (Одесса) | 0:0 отчет (доп. вр.) (4:5 пен.)                   | Карпаты (Львов) | Украина, Одесса                                                   |
| 16:00 +16°C |                    | протокол (укр.)                                   |                 | Стадион: Спартак Зрителей: 2 100 Судья: Николай Кривоносов (Киев) |
| | Пенальти           |                                                   |                 |                                                                   |
| Поспелов · Малыш · Паламар · Потароченко · Ушаков |                    | Ксёнз · Бланко · Костевич · Ярошенко · Новотрясов |                 |                                                                   |
| Жемчужина (Одесса): Ширяев, Курко, Поспелов, Попов 68'(Носач 68'), Малыш, Кравченко, Паламар, Ткач, Потароченко, Горбовский 56'(Опря 56'), Лазарович 86'(Ушаков 86'). · Карпаты (Львов): Мысак, Зубейко, Нестеров, Лобай, Кравец 72'(Новотрясов 72'), Вербный, Костевич, Ярошенко, Ксёнз, Кадимян 61'(Чумак 61' 101'(Соломаха 101')), Бланко. |                    |                                                   |                 |                                                                   |

### Итоги выступлений команды в турнире

#### Общая статистика
| Итого | Итого | Итого | Итого | Итого | Итого | Итого | Итого | Дома | Дома | Дома | Дома | Дома | Дома | На выезде | На выезде | На выезде | На выезде | На выезде | На выезде |
| И     | О     | В     | Н     | П     | МЗ    | МП    | РМ    | В    | Н    | П    | МЗ   | МП   | РМ   | В         | Н         | П         | МЗ        | МП        | РМ        |
| ----- | ----- | ----- | ----- | ----- | ----- | ----- | ----- | ---- | ---- | ---- | ---- | ---- | ---- | --------- | --------- | --------- | --------- | --------- | --------- |
| 3     | 6     | 2     | 0     | 1     | 8     | 6     | +2    | 0    | 0    | 1    | 4    | 5    | −1   | 2         | 0         | 0         | 4         | 1         | +3        |